# Stefan Loth
Stefan August Loth (ur. 28 maja 1896 w Grodźcu, zm. 16 lipca 1936 opodal Gdyni-Orłowa) – polski piłkarz, pomocnik oraz trener, długoletni zawodnik warszawskiej Polonii, tenisista, podpułkownik dyplomowany piechoty Wojska Polskiego, kawaler Orderu Virtuti Militari. Brat Jana.

## Życiorys

### Służba wojskowa

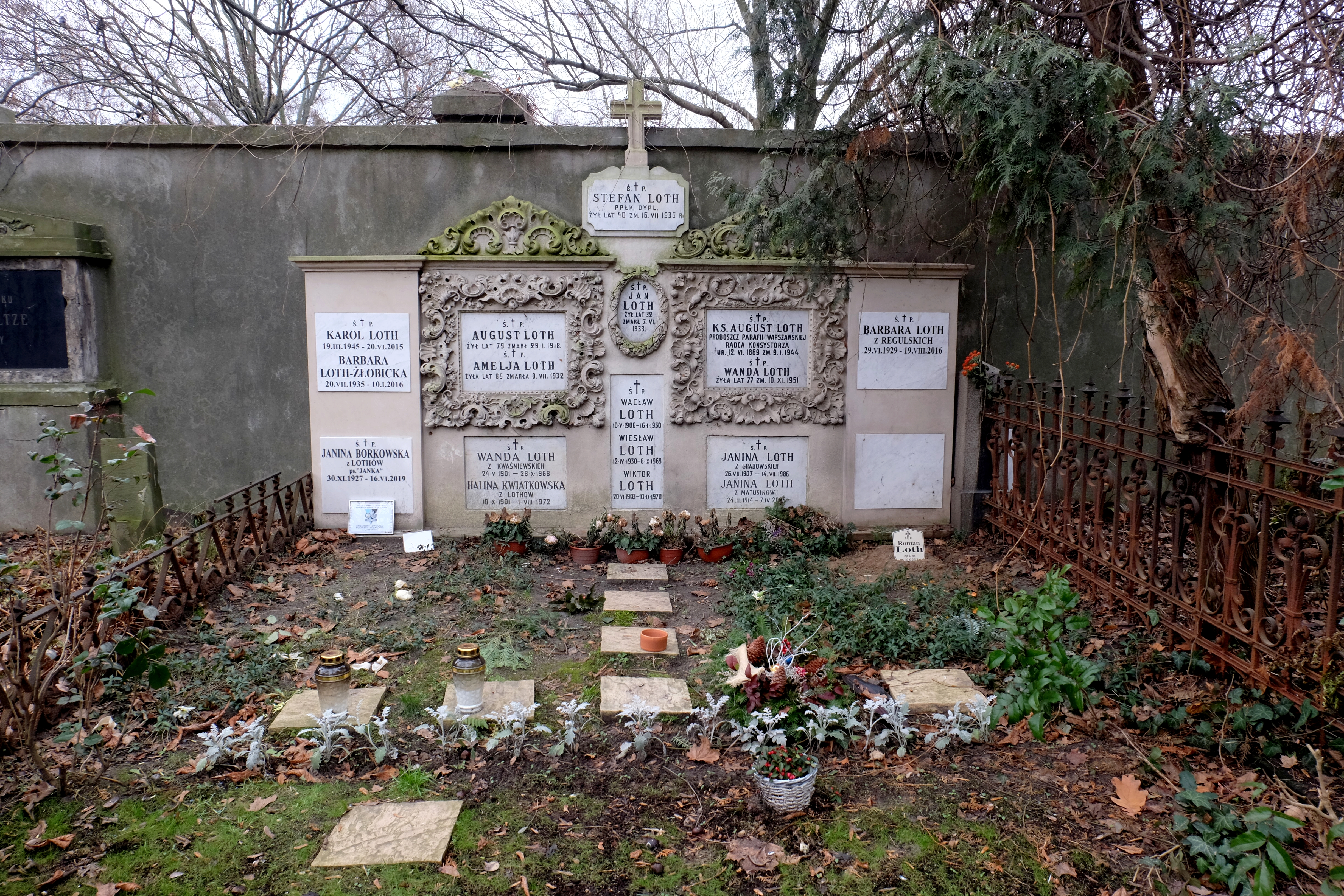
Grób Stefana Lotha na cmentarzu ewangelicko-augsburskim w Warszawie

Brał udział w wojnie polsko-bolszewickiej. 3 maja 1922 roku został zweryfikowany w stopniu kapitana ze starszeństwem z dniem 1 czerwca 1919 roku. Pełnił służbę w 36 pułku piechoty Legii Akademickiej w Warszawie. W lutym 1925 roku został przydzielony do Oddziału Wyszkolenia Dowództwa Okręgu Korpusu Nr I w Warszawie na stanowisko referenta. W czerwcu 1927 powrócił do macierzystego pułku. 2 kwietnia 1929 roku awansował na majora ze starszeństwem z dniem 1 stycznia 1929 roku i 69. lokatą w korpusie oficerów piechoty. W lipcu 1929 został zatwierdzony na stanowisku dowódcy batalionu w 36 pp. W okresie od 5 stycznia 1931 roku do 1 listopada 1932 roku był słuchaczem XI Kursu Normalnego Wyższej Szkoły Wojennej w Warszawie. Po ukończeniu kursu otrzymał dyplom naukowy oficera dyplomowanego i przydział do Dowództwa 28 Dywizji Piechoty w Warszawie, na stanowisko szefa sztabu. Latem 1934 roku został przeniesiony do Generalnego Inspektoratu Sił Zbrojnych na stanowisko II oficera sztabu inspektora armii generała dywizji Gustawa Orlicz-Dreszera. Na podpułkownika awansował ze starszeństwem z dniem 1 stycznia 1936 roku i 50. lokatą w korpusie oficerów piechoty. Zginął 16 lipca 1936 roku w katastrofie lotniczej samolotu RWD-9 w Zatoce Gdańskiej pod Gdynią-Orłowem, wspólnie z generałem Orlicz-Dreszerem i kapitanem pilotem Aleksandrem Łagiewskim.
Wspólne uroczystości żałobne trzech wojskowych odbyły się w Gdyni 20 lipca 1936. 21 lipca 1936 Stefan Loth został pochowany na Cmentarzu ewangelicko-augsburskim w Warszawie (aleja F, grób 34).
Był mężem Wandy Kwaśniewskiej i ojcem Hanny Loth.

### Kariera sportowa
Był zawodnikiem warszawskiej Korony, jednak praktycznie całą swoją karierę zawodniczą spędził w Polonii Warszawa. W klubie tym grał przez 10 lat (1919–1929). Dwukrotnie zdobywał wicemistrzostwo Polski (1921, 1926). Wielokrotnie pełnił funkcję kapitana drużyny. W reprezentacji Polski zagrał tylko raz, 4 lipca 1926 w meczu z Estonią. Pięć lat wcześniej znajdował się w składzie zespołu wyselekcjonowanego na pierwsze spotkanie Polaków w historii (z Węgrami). 18 grudnia 1921 siedział na ławce rezerwowych, na boisko w Budapeszcie wybiegł m.in. jego młodszy brat.
Wkrótce po zakończeniu kariery sportowej został selekcjonerem reprezentacji. Zastąpił w tej roli Tadeusza Kuchara. Funkcję sprawował przez ponad dwa lata - reprezentacja pod jego wodzą rozgrywała mecze w sezonach 1929-1931. Spora ich cześć była spotkaniami nieoficjalnymi, w których Polacy rywalizowali z amatorskimi reprezentacjami Austrii, Czechosłowacji i Węgier w ramach Pucharu Europy Środkowej Amatotóe. Jego następcą został Józef Kałuża. Za kadencji Kałuży Loth jeszcze dwa razy opiekował się biało-czerwonymi - w meczach z Łotwą (w 1932 i 1934) zastępował selekcjonera prowadzącego w tym samym dniu równorzędną reprezentację Polski w spotkaniach z Rumunią.
W połowie 1927 zdobył mistrzostwo armii w tenisie ziemnym.

## Ordery i odznaczenia
- Krzyż Srebrny Orderu Wojskowego Virtuti Militari (26 marca 1921)[15]
- Krzyż Walecznych (czterokrotnie, po raz 2 i 3 w 1921)[16]
- Złoty Krzyż Zasługi (pośmiertnie, 18 lipca 1936)[17][18][19]
- Medal Niepodległości (23 grudnia 1933)[20]
- Srebrny Krzyż Zasługi (10 listopada 1928)[21]
- Medal Pamiątkowy za Wojnę 1918–1921[22]
- Medal Dziesięciolecia Odzyskanej Niepodległości[22]
- Odznaka Pamiątkowa Generalnego Inspektora Sił Zbrojnych (12 maja 1936)
- Krzyż Oficerski Orderu Świętego Aleksandra (Bułgaria, pośmiertnie, 1936)[23]
- Medal Zwycięstwa („Médaille Interalliée”)[22]